# Владимировка (Благовіщенський район)
Влади́мировка (рос. Владимировка, башк. Владимировка) — присілок у складі Благовіщенського району Башкортостану, Росія. Входить до складу Старонадеждинської сільської ради.
Населення — 24 особи (2010; 33 в 2002).
Національний склад:
- росіяни — 100 %